# バエティス川の戦い
バエティス川の戦いは、第二次ポエニ戦争中の紀元前211年、イベリア半島のバエティス川（現在のグアダルキビール川）を挟んで行われた戦い。ハスドルバル（ハンニバルの弟）らのカルタゴ軍と、グナエウス・コルネリウス・スキピオ・カルウスとプブリウス・コルネリウス・スキピオが指揮するローマ軍が交戦し、カルタゴ軍が圧勝した。ローマ軍は20,000余の兵士が戦死して、スキピオ・カルウス、コルネリウス・スキピオは共に枕を並べて討死した。